# ويليام كابل
ويليام كابل هو سياسي أمريكي، ولد في 13 مارس 1730، وتوفي في 23 مارس 1798.